# Histoire des Juifs en Afghanistan

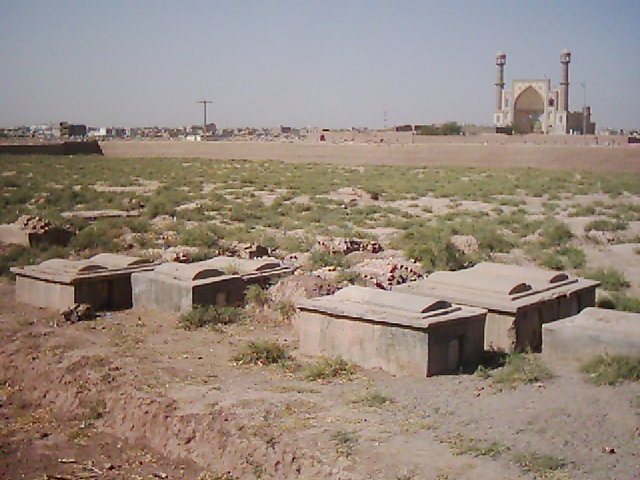
Un cimetière juif à Herat, Afghanistan.

Mashiach Gul et Daniel Gul, président de la communauté juive afghane. Jérusalem, en 1917.

La communauté juive afghane est l'une des plus anciennes de l'Asie centrale, les Juifs y ayant vécu pendant au moins 1500 ans. L'évaluation exacte de son ancienneté est incertaine, la date la plus ancienne avancée étant de 720 AEC, c'est-à-dire lors de la déportation des Israélites par les Assyriens, ou de 586 AEC, c'est-à-dire lors de l'exil des Judéens par les Babyloniens. Cependant, les traces d'une communauté abondante n'apparaissent qu'au VIIIe siècle de l'ère commune. C'est également à cette époque que leur présence est documentée par des exégètes bibliques ou des auteurs karaïtes, établis en Perse.
Cette communauté maintint à cette époque de nombreux contacts avec la communauté juive de Babylone. Plus tard, elle aura également des contacts avec les Juifs de Perse, du Pakistan, et de Cochin.
La communauté a complètement disparu par émigration, principalement en Israël et aux États-Unis. On ne recensait dernièrement plus qu'un seul Juif, Zebulon Simentov, résidant à Kaboul, et qui s'occupait du maintien d'une synagogue en ruines, aidé par des sympathisants musulmans locaux,. En 2021, lors de la prise par les Talibans de l'Afghanistan, Simentov décide de migrer vers Israël, citant la menace le visant, non pas par les Talibans, mais par d'autres groupes davantage extrémistes tels que l'EI-K.

## Histoire

### Hypothèse des Pachtounes
« Il existe une quantité fascinante d'écrits sur la théorie selon laquelle les Pachtounes descendent d'une tribu perdue d'Israël. Kaboul est mentionné dans l'Ancien Testament ».
La première mention d'une population juive en Afghanistan date du VIIe siècle: le Tabqat-i-Nasiri mentionne un peuple appelé Bani Israël installé à Ghor. Cependant, ce nom est également revendiqué par le groupe ethnique le plus large d'Afghanistan, les Pachtounes, qui descendent, selon leur tradition, de la tribu de Naphtali, l'une des Dix tribus perdues, et ne se considèrent pas Juifs. Ils affirment que le nom Kaboul dérive de « Caïn et Abel », et le nom de l'Afghanistan lui-même viendrait, selon Nimatullah, un auteur du XVIIe siècle, d'Afghana, un petit-fils du roi Saül. Toutefois, ces assertions, encore relayées jusqu'il y a peu par Yitzhak Ben-Zvi, n'ont pu être confirmées ni par le testing génétique, ni par l'analyse de l'idiome pachtoune, une forme orientale d'iranien qui ne comprend pas davantage de sémitismes. 
Il est possible que ces prétentions soient nées du besoin, après la conquête de l'islam, de faire remonter son lignage à des peuples mentionnés dans le Coran, comme les Juifs, les Grecs et les Arabes. Cependant, si ces peuples sont bien passés par la région, ils semblent n'avoir que peu influé sur le profil génétique de la population locale. 
De plus, cette hypothèse est contredite par des comptes-rendus anciens comme les Vedas et Hérodote (aux alentours de 450 AEC) qui font référence aux seuls Pachtounes, aux « Aparitai » (Afridis).

### Sources écrites d'une présence juive

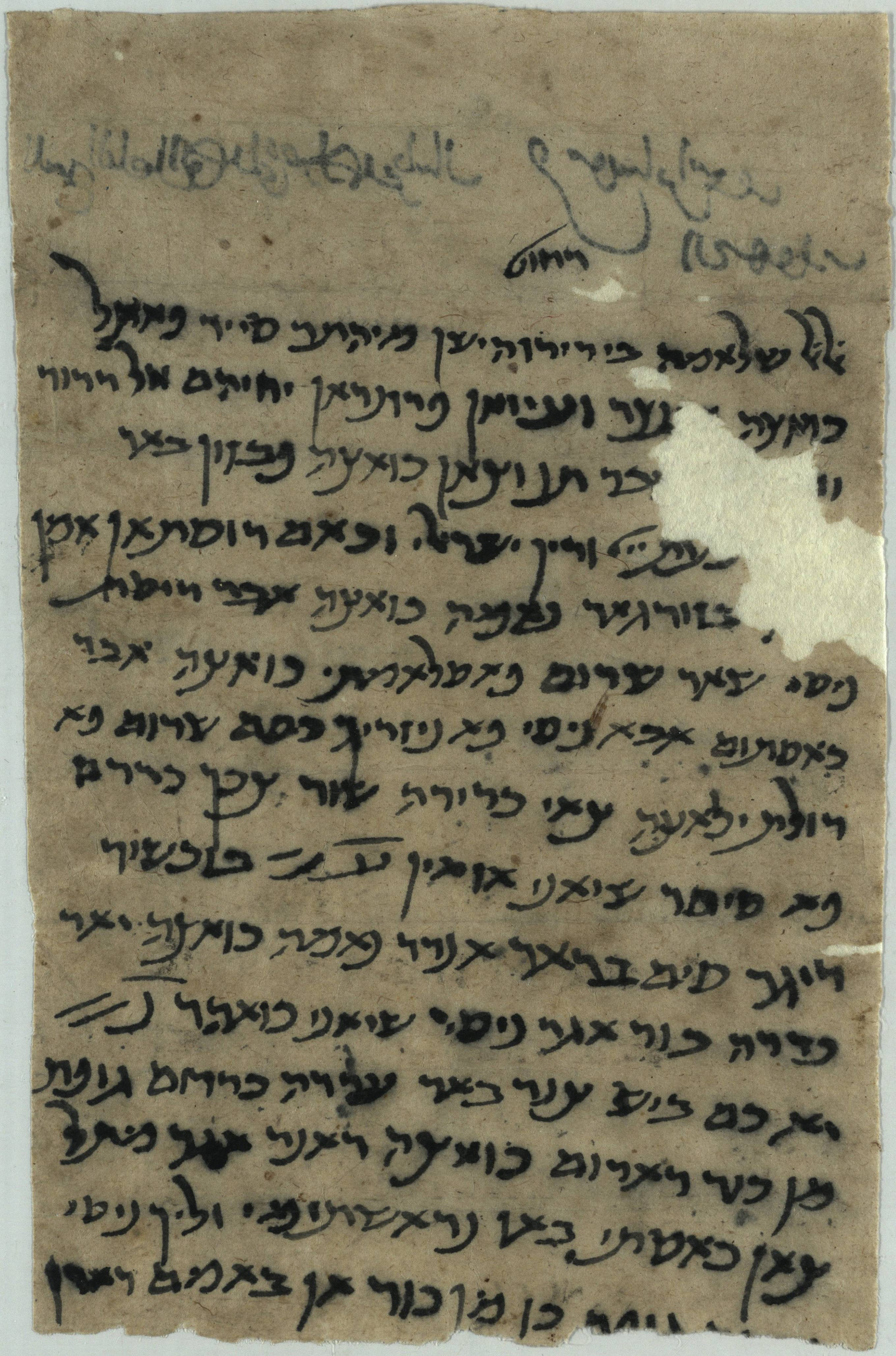
Lettre en judéo-persan médiéval issue de la guéniza afghane.

Au Xe siècle, Saadia Gaon rédige une polémique contre les écrits d’un juif sceptique nommé Hiwi al-Balkhi et en 1080, Moïse ibn Ezra fait mention de 40 000 Juifs payant un tribut (djizia) à Ghazni. Benjamin de Tudèle décompte 80 000 Juifs en Afghanistan au XIIe siècle.
En 2013, la Bibliothèque nationale d'Israël acquiert d'anciens manuscrits en caractères hébraïques sauvés de grottes dans un bastion taliban du nord de l'Afghanistan, qui fournit la première preuve physique d'une communauté juive qui y a prospéré dans le passé. Cette collection afghane donne un aperçu sans précédent de la vie et de la culture des Juifs, en tant que « minorité tolérée », dans l'ancienne Perse du XIIIe siècle.

### Histoire moderne
Au cours des invasions mongoles de 1222, les communautés juives sont réduites à des poches isolées. Ce n'est qu'en 1839 que la population augmente, par afflux de réfugiés juifs persans, atteignant 40 000 âmes, et ce, après avoir fui la conversion forcée à l'islam.
En 1948, il y avait encore environ 5 000 Juifs en Afghanistan, mais à la suite de leur émigration massive vers Israël, qui leur fut permise en 1951, il n'en reste que 300 en 1969. La plupart de ceux-ci fuient après l'invasion soviétique de 1979, laissant seulement quelques dizaines de Juifs en Afghanistan, tous résidant à Kaboul.

#### Derniers Juifs

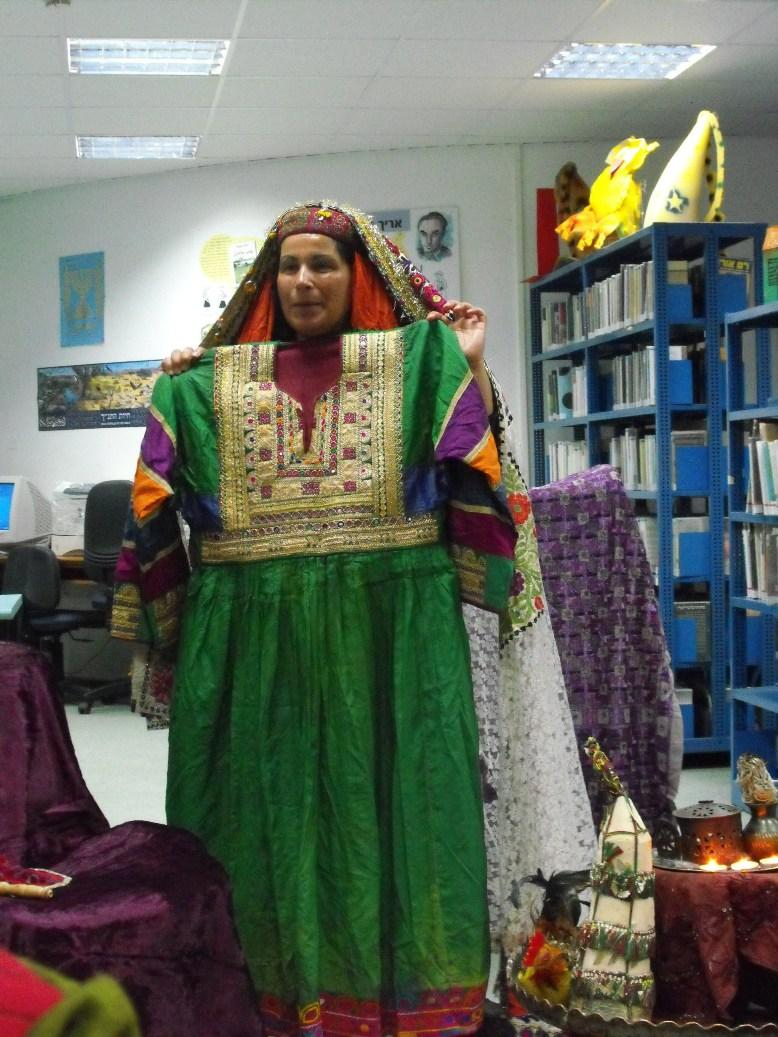
Présentation d'une robe de mariée juive afghane.

À la fin de 2004, il n'en reste que deux, Zebulon Simentov (né en 1959) et Isaac Levy (né aux environs de 1920). Levy vivait de la charité, tandis que Simentov tenait un magasin de carpettes et bijoux jusqu'en 2001. Ils vivaient aux deux extrémités de la synagogue en ruines de Kaboul, tous deux prétendant être responsables de la synagogue, propriétaires légitimes de son Sefer Torah, et s'accusant mutuellement de vol et d'imposture. Ils se dénonçaient continuellement aux autorités, et furent tous deux emprisonnés quelque temps dans les prisons talibanes. Les Talibans ont également confisqué le Sefer Torah. Récemment[Quand ?], une connaissance de Simentov a déclaré que celui-ci serait aux anges si on lui apportait une bouteille de whiskey.
Les relations entre Simentov et Levy, fortement publicisées dans les médias à la suite de l'invasion américaine de l'Afghanistan pour démanteler le régime taliban, ont inspiré une pièce de théâtre, « The Last Two Jews of Kabul, » écrite par Josh Greenfeld et jouée à New York en 2002.
Levy étant mort en janvier 2005 de cause naturelle, Simentov est le dernier Juif recensé en Afghanistan. Il tente de récupérer le Sefer Torah confisqué, affirmant que l'homme ayant confisqué le rouleau serait actuellement interné au camp de Guantánamo. Bien que sa femme et ses enfants vivent en Israël, Simentov, qui ne parle pas l'hébreu, n'envisage pas de s'y rendre et dit n'y avoir rien à faire.
En 2021, à la suite du retour des talibans au pouvoir, Zebulon Simentov comptait rester en Afghanistan. Cependant, divers groupes plus extrémistes tels que EI-K, obligent Simentov à fuir l'Afghanistan pour migrer vers Israël,.

## Communautés juives originaires d'Afghanistan aujourd'hui
Plus de 10 000 Juifs émigrés d'Afghanistan ou leurs descendants vivent actuellement en Israël. 
Le second foyer de Juifs afghans est à New York, avec 200 familles vivant pour la plupart dans les quartiers de Flushing, Forest Hills et Jamaica, tous situés dans le Queens. La seule synagogue afghane aux États-Unis, Anshei Shalom, est de rite orthodoxe et a pour rabbin Jacob Nasirov. Les membres de la congrégation ne viennent pas seulement d'Afghanistan, mais du monde mizrahi en général.